# France Prešeren
France Prešeren (Vrba, Eslovênia, 3 de dezembro de 1800 - Kranj, Eslovênia, 8 de fevereiro de 1849) foi um poeta esloveno. Seus versos, de intensa emoção mas nunca apenas sentimentais, tornaram-no o mais conhecido poeta romântico de seu país.

## Biografia
Ele nasceu em uma pequena vila, de uma família rural. Sua mãe queria que ele se tornasse padre, mas ao invés disso ele estudou filosofia, e depois direito, em uma universidade de Viena. Após se tornar doutor em direito, France conseguiu um emprego como assistente de uma firma de advocacia na cidade de Laibach (atualmente chamada de Ljubljana). Ele nunca conseguiria se tornar um advogado autônomo.
Ele escrevia poesia em seu tempo livre. Sua obra mais famosa, Sonetni Venec, foi diretamente inspirada por seu amor infeliz por Julija Primic (pronuncia-se Yulia Primitz) e a morte do poeta Matija Čop, seu amigo íntimo. Compreensivelmente, muitos de seus versos falam de paixões agridoces. Sonetni Venec foi escrita num formato interessante de Coroa de sonetos com outra característica interessante: O soneto-master é um acróstico:  ao se juntar a primeira letra de cada primeiro verso forma-se a frase Primicovi Julji (para Julija Primic, em esloveno). Ele era um escritor que sabia transmitir aquilo que sentia através da escrita, a sua grande paixão.
A sétima estrofe de seu poema Zdravljica (um brinde, em esloveno) é, desde 1991, o hino nacional da Eslovênia. Seus poemas foram traduzidos para várias línguas. France também escreveu bastante em alemão: Alguns de seus primeiros poemas a serem publicados vinham com versões em esloveno e alemão.
O dia 8 de fevereiro, dia de sua morte, é um feriado nacional na Eslovênia, conhecido como dia de Prešeren. A imagem de Prešeren também apareceu na nota de 1000 tolars. Também há uma praça com seu nome em Ljubljana, onde há uma estátua sua olhando para um baixo relevo de Julija colocado em um edifício próximo.
Seu nome também é escrito como Franz Prescheren em alguns documentos antigos, na época em que a Eslovênia estava sob domínio da Áustria.